# Kangur Jack
Kangur Jack (ang. Kangaroo Jack) – amerykańsko-australijska komedia przygodowa z 2003 roku w reżyserii Davida McNally'ego. Wyprodukowana przez wytwórnię Warner Bros.
Rok później film doczekał się kontynuacji filmu Kangaroo Jack: G'Day U.S.A.!, który został przerobiony w wersji animowanej dla dzieci.
Premiera filmu miała miejsce 11 stycznia 2003 roku.

## Opis fabuły
Charlie Carbone (Jerry O’Connell) i Louis Booker (Anthony Anderson) mają za zadanie na zlecenie szefa gangu przewieźć do Australii sporą sumę pieniędzy. Na miejscu robią sobie zdjęcia z kangurem, którego ubierają w kurtkę Louisa. Nagle zwierzę ucieka z ubraniem pełnym pieniędzy. Pechowcy ruszają za nim w pościg. Pomaga im piękna Jessie.

## Obsada
Źródło: Filmweb
- Jerry O’Connell jako Charlie Carbone
- Anthony Anderson jako Louis Booker
- Estella Warren jako Jessie
- Christopher Walken jako Salvatore "Sal" Maggio
- Marton Csokas jako pan Smith
- Dyan Cannon jako Anna Carbone
- Michael Shannon jako Frankie Lombardo
- Bill Hunter jako Blue
- David Ngoombujarra jako starszy sierżant "Pan Jimmy" Inkamala, australijski policjant
- Mark Sellito jako Blasta

i inni.